# هالبای آدمونت
هالبای آدمونت (به آلمانی: Hall bei Admont) یک منطقهٔ مسکونی در اتریش است که در ناحیه لیتسن واقع شده‌است. هالبای آدمونت ۵۰٫۷۲ کیلومتر مربع مساحت دارد ۶۳۴ متر بالاتر از سطح دریا واقع شده‌است.